# Budy Brodzkie
Budy Brodzkie – wieś w Polsce położona w województwie świętokrzyskim, w powiecie starachowickim, w gminie Brody.
W latach 1975–1998 miejscowość administracyjnie należała do województwa kieleckiego.

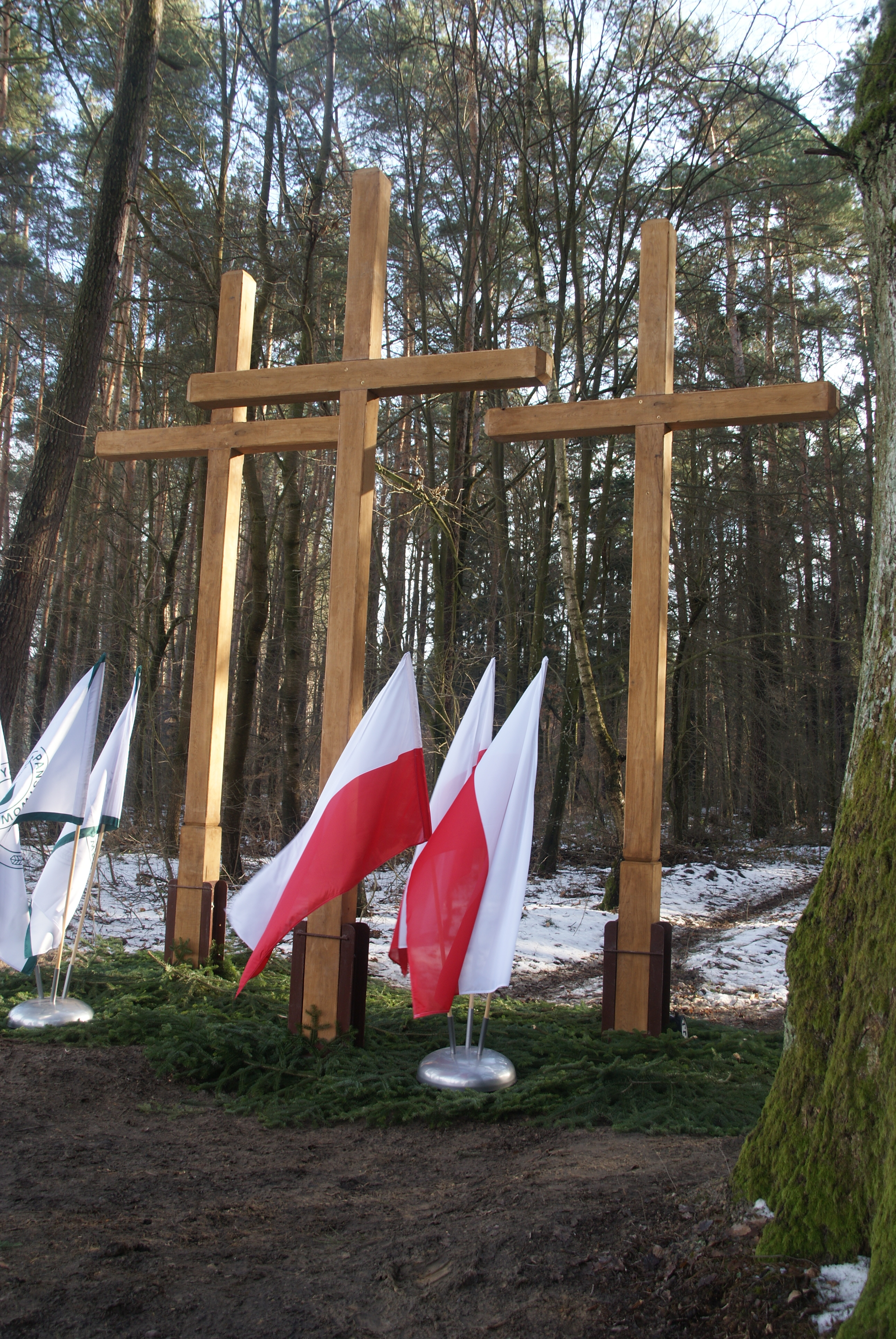
Przystanek historyczny "Dąb Rębajły"

Na skraju wsi znajduje się Przystanek Historyczny "Dąb Rebajły", który upamiętnia miejsce, w którym rozpoczęły się walki podczas Powstania Styczniowego zakończone Bitwą pod Iłżą (17.01.1864 r.)
Wierni Kościoła rzymskokatolickiego należą do parafii Wniebowzięcia Najświętszej Maryi Panny w Krynkach.

## Historia
Wieś notowana w roku 1839, Według Słownika geograficznego Królestwa Polskiego w suplemencie z roku 1900, Budy Brodzkie stanowią  wieś w powiecie iłżeckim w gminie Lubienia, parafia Krynki. W roku 1860 wieś posiadała 19 domów, 174 mieszkańców, ziemi było: 99 mórg włościańskich, 1 morga dworska.